# Gelenkigkeit
Als  Gelenkigkeit bezeichnet man die individuelle Ausprägung der Schwingungsweite in den Gelenken.
Sie ist anatomisch-strukturell bedingt und variiert von Gelenk zu Gelenk. Die Gelenkigkeit ist eine durch die Konstitution geprägte körperliche Eigenschaft, die jedoch begrenzt trainiert werden kann. Neben der Dehnfähigkeit ist die Gelenkigkeit ein Hauptfaktor der sportmotorischen Beweglichkeit.

## Einschränkungen der Gelenkigkeit
- Arthrolyse, Arthrose, Luxation, Verstauchung, Bänderriss, Kontraktur